# Vauciennes (Oise)
Vauciennes település Franciaországban, Oise megyében. Lakosainak száma 700 fő (2022. január 1.). Vauciennes Coyolles, Largny-sur-Automne, Vaumoise és Vez községekkel határos.

## Népesség
A település népessége az elmúlt években az alábbi módon változott:
| Lakosok száma | 684  | 683  | 691  | 682  | 690  | 691  | 694  | 697  | 700  |
|               | 2013 | 2015 | 2016 | 2017 | 2018 | 2019 | 2020 | 2021 | 2022 |